# Ayyavazhi
L'valisme, anomenat també ayyavazhi o ayyavaḻi (de l'idioma tàmil ayyavaḻi அய்யாவழி, literalment significa 'la via del pare'), és una religió monista sorgida al segle xix al sud de l'Índia. Si bé aquesta nova religió està estretament relacionada amb l'hinduisme, els seus fidels sostenen que es tracta d'una religió completament separada, i és considerada com a tal també per part de molts estudiosos de la sociologia, antropologia i, òbviament, de les religions. El nombre de practicants és difícil d'estimar, perquè en els censos de l'Índia queden units amb els hinduistes.

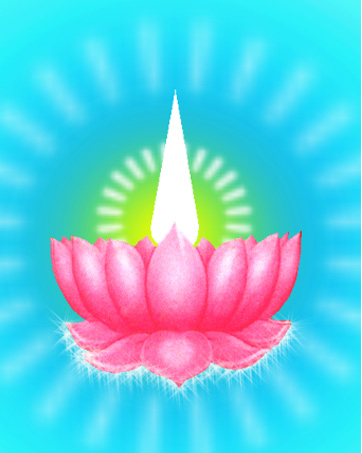
El símbol de l'ayyavalisme és una flor de lotus que sorgeix d'una flama

L'ayyavalisme se centra en la figura d'Ayya Vaikundar, i també en l'Akilam (anomenat també Akilattirattu Ammanai) i l'Arulnul. Actualment, la religió ayyavali està principalment difosa pel sud de l'Índia, en particular a Tamil Nadu, Kanyakumari, Tirunelveli i Tuticorin. Es diferencia de l'hinduisme especialment en el contrast entre el bé i el mal i la concepció del dharma, a més de la visió de la vida després de la mort. Per això, l'ayyavalisme és classificat entre les religions dhàrmiques.

## Regles d'Ayya
Les regles d'Ayya són els preceptes que el déu Vixnu hauria comunicat directament a Ayya Vaikundar. Narayana es va encarnar en Ayya Vaikundar. Ayya va dir a Muruga que ell havia vingut per destruir el Kalyian i establir les regles o atti:
- No acceptar l'oblació.
- No acceptar les puja (un acte d'adoració hinduista).
- No acceptar sacrificis.
- Moderar el desig.
- Ser genuí.
- No deixar que et governi el vel de Maya.
- No acceptar les festes dels carros templers.

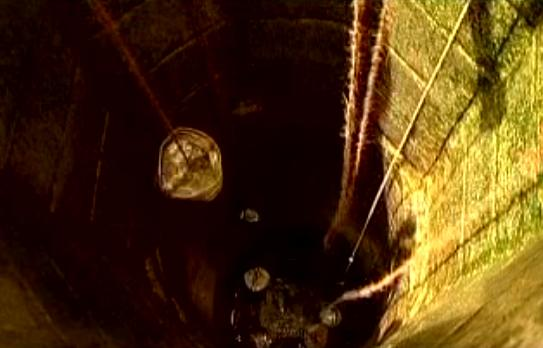
El pou de les ablucions

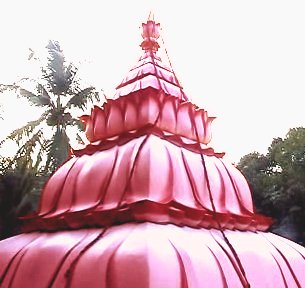
Cúspide d'un temple ayyavali

- No acceptar veneració.
- No acceptar l'alatthi.
- No acceptar que ningú s'inclini davant teu.
- No acceptar el soma.

## Mitologia
La mitologia té un paper important en l'ayyavalisme. La mitologia ayyavali subdivideix el temps en tres eres o yuga: l'era de santror (l'època primordial en la qual els santror —els set humans primers— vivien a la Terra), el Kali Yuga i el Dharma Yuga (la nova era, iniciada amb la fundació de l'ayyavalisme, religió que portarà l'ésser humà de nou a una relació estreta amb el diví). Està estretament associada amb la mitologia de l'hinduisme; la de l'ayyavalisme està fortament basada sobre la idea d'una síntesi simbòlica dels conceptes religiosos i socials. El nombre dels Yuga i dels avatars apropa l'ayyalisme a l'hinduisme, si bé l'ayyavalisme es distancia de l'hinduisme perquè el primer sosté que el Kali Yuga prové de la Trimurti, encarnada després en Ayya, iniciador del Dharma Yuga. Una altra diferència és que en l'ayyavalisme sí que existeix el mal en la figura de Kroni, i del seu últim esperit, Kaliyan.